# Alvaro (telenowela)
Alvaro (port. Era Uma Vez..., dosł. Dawno, dawno temu...) – brazylijska telenowela emitowana i produkowana przez stację Globo TV od 30 marca do 2 października 1998 roku. W Polsce telenowelę premierowo emitowała stacja Polsat, zaś powtórnie od 2 listopada 2001 roku do 12 kwietnia 2002 wyemitowała ją stacja TV4. W głównych rolach wystąpili Herson Capri jako Alvaro i Drica Moraes jako Maddalena, zaś w roli czarnego charakteru Andréa Beltrão jako Bruna Reis.

## Obsada
| Aktor                      | Rola                     |
| -------------------------- | ------------------------ |
| Herson Capri               | Álvaro Giombini          |
| Andréa Beltrão             | Bruna Reis               |
| Elias Gleizer              | Pepe (Giuseppe Giombini) |
| Drica Moraes               | Maddalena Giombini       |
| Antônio Calloni            | Maneco Dionísio          |
| Myrian Rios                | Isaura                   |
| Cláudio Heinrich           | Filé (Fernando Reis)     |
| Deborah Secco              | Emilia Zanella           |
| André Gonçalves            | Júlio                    |
| Stella Freitas             | Quitéria                 |
| Emiliano Queiroz           | Catulo                   |
| Nívea Stelmann             | Babi (Bárbara)           |
| Tuca Andrada               | Danilo Borges            |
| Cinira Camargo             | Laura                    |
| Luciano Vianna             | Tito                     |
| Sura Berditchevsky         | Letícia                  |
| José Augusto Branco        | Yves Tapajós             |
| João Carlos Barroso        | J.J.                     |
| Eduardo Caldas             | Sarrafo                  |
| Rejane Goulart             | Nilda                    |
| Marcelo Barros             | Nino (Mariano)           |
| Raquel Nunes               | Cindy                    |
| Carolina Rebello Fernandes | Cema (Iracema)           |
| Paco Sanches               | Paquito                  |
| Lea Camargo                | Yara                     |
| Hilda Rebello              | Olga                     |
| Patrícia Lucchesi          | Eulália                  |
| Rosana Oliveira            | Edith Tapajós            |